# 帕納約蒂斯·格利科斯
帕納約蒂斯·格利科斯（Panagiotis Glykos；1986年10月10日—）是一位希臘足球運動員，在場上的位置是守門員。他現在效力於希臘足球超級聯賽球隊帕奧克足球俱樂部 。